# Campeonato Israelense de Patinação Artística no Gelo
O Campeonato Israelense de Patinação Artística no Gelo é uma competição nacional anual de patinação artística no gelo da Israel. Os patinadores competem em quatro eventos, individual masculino, individual feminino, dança no gelo, e patinação sincronizada.
A competição determina os campeões nacionais e os representantes da Israel em competições internacionais como Campeonato Mundial, Campeonato Mundial Júnior, Campeonato Europeu e os Jogos Olímpicos de Inverno.

## Edições
| Ano (Edição) | Cidade sede | Sênior | Sênior | Sênior | Sênior | Ref    |
| Ano (Edição) | Cidade sede | M      | F      | P      | D      | Ref    |
| ------------ | ----------- | ------ | ------ | ------ | ------ | ------ |
| 1995         |             | —      | —      | —      | •      | [ 1 ]  |
| 1996         |             | •      | —      | —      | •      | [ 2 ]  |
| 1997         |             | •      | —      | —      | •      | [ 3 ]  |
| 1998         |             | •      | —      | —      | •      | [ 4 ]  |
| 1999         |             | —      | —      | —      | —      | [ 5 ]  |
| 2000         |             | •      | —      | •      | •      | [ 6 ]  |
| 2001         |             | •      | •      | —      | •      | [ 7 ]  |
| 2002         |             | •      | •      | —      | •      | [ 8 ]  |
| 2003         |             | •      | —      | •      | •      | [ 9 ]  |
| 2004         |             | •      | •      | •      | •      | [ 10 ] |
| 2005         |             | •      | •      | •      | •      | [ 11 ] |
| 2006         |             | •      | —      | —      | •      | [ 12 ] |
| 2007         |             | •      | —      | •      | •      | [ 13 ] |
| 2008         |             | •      | •      | —      | •      | [ 14 ] |
| 2009         |             | •      | •      | •      | •      | [ 15 ] |
| 2010–2014    |             | —      | —      | —      | —      |        |
| 2015         |             | •      | •      | •      | •      | [ 16 ] |
| 2016         |             | •      | •      | •      | •      | [ 17 ] |

## Lista de medalhistas

### Individual masculino
| Evento          | Ouro             | Prata               | Bronze                   |
| 1996            | Michael Shmerkin | ?                   | ?                        |
| 1997            | Michael Shmerkin | ?                   | ?                        |
| 1998            | Michael Shmerkin | ?                   | ?                        |
| 1999            | ?                | ?                   | ?                        |
| 2000            | Michael Shmerkin | ?                   | ?                        |
| 2001            | Michael Shmerkin | ?                   | ?                        |
| 2002            | Michael Shmerkin | Sergei Kotov        | Vadim Akolzin            |
| 2003            | Sergei Kotov     | ?                   | ?                        |
| 2004            | Roman Serov      | Evgeni Krasnapolski | ?                        |
| 2005            | Roman Serov      | Evgeni Krasnapolski | ?                        |
| 2006            | Roman Serov      | Evgeni Krasnapolski | ?                        |
| 2007            | Maxim Shipov     | ?                   | ?                        |
| 2008            | Maxim Shipov     | Evgeni Krasnapolski | ?                        |
| 2009            | Maxim Shipov     | Evgeni Krasnapolski | ?                        |
| 2010–2014       | ?                | ?                   | ?                        |
| 2015 (detalhes) | Daniel Samohin   | Oleksii Bychenko    | nenhuma outro competidor |
| 2016 (detalhes) | Oleksii Bychenko | Daniel Samohin      | nenhum outro competidor  |

### Individual feminino
| Evento          | Ouro              | Prata           | Bronze                    |
| 2001            | Daria Zuravicki   | ?               | ?                         |
| 2002            | Daria Zuravicki   | ?               | ?                         |
| 2003            | ?                 | ?               | ?                         |
| 2004            | Keren Shua Haim   | ?               | ?                         |
| 2005            | Tamar Katz        | Alanna Cohen    | ?                         |
| 2006–2007       | ?                 | ?               | ?                         |
| 2008            | Tamar Katz        | ?               | ?                         |
| 2009            | Jenna Syken       | ?               | ?                         |
| 2010–2014       | ?                 | ?               | ?                         |
| 2015 (detalhes) | Katerina Kulgeyko | Netta Schreiber | Aimee Buchanan            |
| 2016 (detalhes) | Katerina Kulgeyko | Aimee Buchanan  | nenhuma outra competidora |

### Duplas
| Evento          | Ouro                             | Prata                           | Bronze                  |
| 2000            | Line Haddad Vitaly Lychenko      | ?                               | ?                       |
| 2001–2002       | ?                                | ?                               | ?                       |
| 2003            | Julia Shapiro Vadim Akolzin      | ?                               | ?                       |
| 2004            | Julia Shapiro Vadim Akolzin      | ?                               | ?                       |
| 2005            | Julia Shapiro Vadim Akolzin      | ?                               | ?                       |
| 2006            | ?                                | ?                               | ?                       |
| 2007            | Ekaterina Sosinova Fedor Sokolov | Hayley Anne Sacks Vadim Akolzin | ?                       |
| 2008            | ?                                | ?                               | ?                       |
| 2009            | Ekaterina Sokolova Fedor Sokolov | Hayley Anne Sacks Vadim Akolzin | ?                       |
| 2010–2014       | ?                                | ?                               | ?                       |
| 2015 (detalhes) | Adel Tankova Evgeny Krasnopolsky | nenhum outro competidor         | nenhum outro competidor |
| 2016 (detalhes) | Adel Tankova Evgeny Krasnopolsky | nenhum outro competidor         | nenhum outro competidor |

### Dança no gelo
| Evento          | Ouro                              | Prata                                | Bronze                  |
| 1995            | Galit Chait Sergei Sakhnovski     | ?                                    | ?                       |
| 1996            | Galit Chait Sergei Sakhnovski     | ?                                    | ?                       |
| 1997            | Galit Chait Sergei Sakhnovski     | ?                                    | ?                       |
| 1998            | Galit Chait Sergei Sakhnovski     | ?                                    | ?                       |
| 1999            | ?                                 | ?                                    | ?                       |
| 2000            | Galit Chait Sergei Sakhnovski     | Natalia Gudina Alexei Beletski       | ?                       |
| 2001            | Galit Chait Sergei Sakhnovski     | Natalia Gudina Alexei Beletski       | ?                       |
| 2002            | Galit Chait Sergei Sakhnovski     | Natalia Gudina Alexei Beletski       | ?                       |
| 2003            | Galit Chait Sergei Sakhnovski     | Natalia Gudina Alexei Beletski       | ?                       |
| 2004            | Galit Chait Sergei Sakhnovski     | Natalia Gudina Alexei Beletski       | ?                       |
| 2005            | Galit Chait Sergei Sakhnovski     | Natalia Gudina Alexei Beletski       | ?                       |
| 2006            | Galit Chait Sergei Sakhnovski     | Alexandra Zaretski Roman Zaretski    | ?                       |
| 2007            | Alexandra Zaretski Roman Zaretski | ?                                    | ?                       |
| 2008            | Alexandra Zaretski Roman Zaretski | ?                                    | ?                       |
| 2009            | Alexandra Zaretski Roman Zaretski | ?                                    | ?                       |
| 2010–2014       | ?                                 | ?                                    | ?                       |
| 2015 (detalhes) | Allison Reed Vasili Rogov         | Kimberly Berkovich Ronald Zilberberg | nenhum outro competidor |
| 2016 (detalhes) | Isabella Tobias Ilya Tkachenko    | Kimberly Berkovich Ronald Zilberberg | nenhum outro competidor |